# Welcome To The New
Welcome To The New é o décimo primeiro álbum de estúdio da banda MercyMe, lançado no dia 8 de abril de 2014.
O álbum marca uma fase de reinvenção do grupo, que contou com a colaboração de David Garcia e Ben Glover (TobyMac, Mandisa) na produção do disco.
O single "Shake" se tornou um grande sucesso nas rádios cristãs norte americanas. Juntamente com o hit, um videoclipe da música também foi lançado para divulgação do álbum.

## Faixas
1. "Welcome To The New"
2. "Gotta Let It Go"
3. "Shake"
4. "Greater"
5. "Finish What He Started"
6. "Flawless"
7. "New Lease On Life"
8. "Wishful Thinking"
9. "Burn Baby Burn"
10. "Dear Younger Me"
11. "Shake" (videoclipe bônus)